# Карьял
Карьял — река в России, протекает в Томской области. Устье реки находится в 30 км по левому берегу реки Журавлёва. Длина реки составляет 10 км. Берёт начало из болота Малое Омутли.

## Данные водного реестра
По данным государственного водного реестра России относится к Верхнеобскому бассейновому округу, водохозяйственный участок реки — Кеть, речной подбассейн реки — бассейн притоков (Верхней) Оби от Чулыма до Кети. Речной бассейн реки — (Верхняя) Обь до впадения Иртыша.